# Bernstorf
Bernstorf ist eine Gemeinde im Landkreis Nordwestmecklenburg in Mecklenburg-Vorpommern (Deutschland). Sie wird vom Amt Grevesmühlen-Land mit Sitz in der Stadt Grevesmühlen, die eine Verwaltungsgemeinschaft mit dem Amt bildet, verwaltet.

## Geografie
Die Gemeinde Bernstorf liegt sieben Kilometer südwestlich der Stadt Grevesmühlen und ist etwa 30 Kilometer von Wismar entfernt. Die Flüsse Stepenitz und Radegast umschließen das leicht hügelige Gemeindegebiet im Norden und Westen. Das Gemeindegebiet ist durch die Landwirtschaft geprägt.
Umgeben wird Bernstorf von den Nachbargemeinden Stepenitztal im Norden, Grevesmühlen im Nordosten, Upahl im Osten sowie Rehna im Süden und Westen.
Zu Bernstorf gehören die Ortsteile Bernstorf-Ausbau, Jeese, Pieverstorf, Strohkirchen, Wilkenhagen und Wölschendorf. 

## Geschichte
Der Name der Gemeinde geht auf die Familie Bernstorff zurück, die seit dem 13. Jahrhundert bis 1945 das Gut Bernardestorp besaß.

## Politik

### Gemeindevertretung und Bürgermeister
Der Gemeinderat besteht (inkl. Bürgermeister) aus 10 Mitgliedern. Die Wahl zum Gemeinderat am 26. Mai 2019 hatte folgende Ergebnisse:
| Partei/Bewerber                    | Prozent | Sitze |
| ---------------------------------- | ------- | ----- |
| Einzelbewerber Graf von Bernstorff | 31,72   | 1     |
| CDU                                | 30,55   | 5     |
| Einzelbewerber Muske               | 16,31   | 1     |
| Einzelbewerber E. Timm             | 16,31   | 1     |
| Einzelbewerber Cords               | 13,29   | 1     |

Bürgermeister der Gemeinde ist Mirko Timm, er wurde mit 74,09 % der Stimmen gewählt.

### Dienstsiegel
Die Gemeinde verfügt über kein amtlich genehmigtes Hoheitszeichen, weder Wappen noch Flagge. Als Dienstsiegel wird das kleine Landessiegel mit dem Wappenbild des Landesteils Mecklenburg geführt. Es zeigt einen hersehenden Stierkopf mit abgerissenem Halsfell und Krone und der Umschrift „GEMEINDE BERNSTORF • LANDKREIS NORDWESTMECKLENBURG“.

## Sehenswürdigkeiten

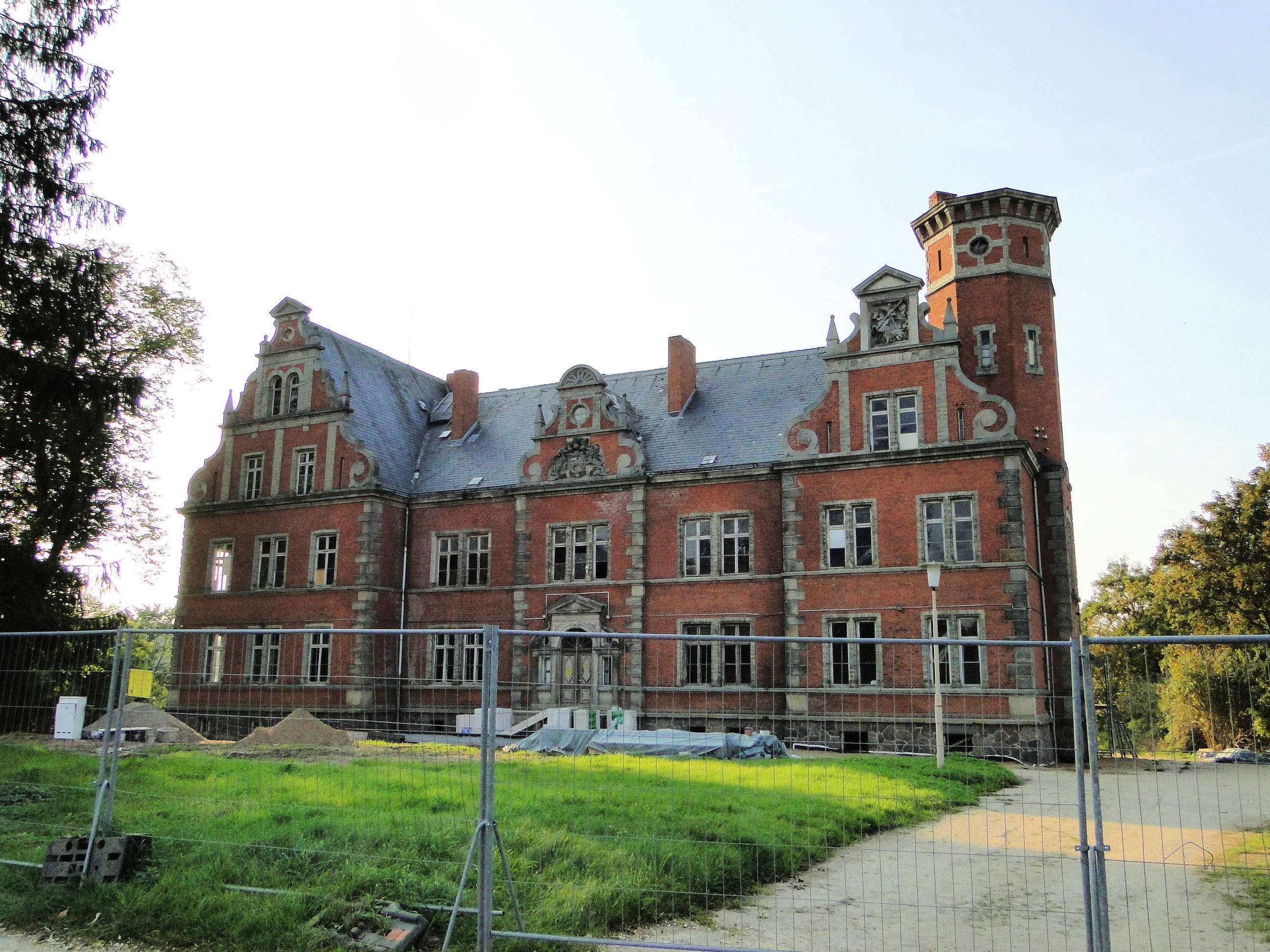
Herrenhaus in Bernstorf

- Das Herrenhaus in Bernstorf ist ein aufwändiger zweigeschossiger Neorenaissancebau, der von 1877 bis 1880 nach Plänen von Georg Daniel in Formen der niederländischen Renaissance, man könnte auch Weserrenaissance sagen, errichtet wurde. Backstein für den Grundbau und Sandstein für alle architektonischen Details sorgen für ein höchst abwechslungsreiches Erscheinungsbild.[5] An der Südseite befinden sich zwei Seitenflügel und ein flacher Mittelrisalit mit Volutengiebeln und an der Ostseite ein achteckiger Turm. Die Gliederung erfolgte mit gelben Backsteinen und in Sandstein.[6] Letzter Eigentümer des Gutes war bis 1945 Hermann Graf von Bernstorff (1867–1946).[7][8] Im Gebäude wurde nach der Sanierung ein Krebs-Hospiz am 14. April 2014 eröffnet.[9]
- Ein Sühnestein für Werner Bernstorp von 1359 befindet sich abseits des Gutshauses im Schlosspark.

## Verkehr
Die Ostseeautobahn A 20 teilt das Gemeindegebiet in eine Nord- und eine Südhälfte; der Autobahnanschluss Grevesmühlen ist rund elf Kilometer entfernt. Über die Nachbargemeinde Stepenitztal besteht Anschluss an die Bundesstraße 105 (Grevesmühlen–Lübeck). Im vier Kilometer entfernten Grieben befindet sich ein Haltepunkt an der Bahnstrecke Lübeck–Bad Kleinen.

## Persönlichkeiten
- In Pieversdorf wurde Ludwig von Lücken (1831–1885), Rittergutsbesitzer daselbst, geboren.
- In Wölschendorf wurde Paul Brockmüller (1864–1925), ein Maler und Illustrator, geboren.